# Пиванский тоннель
Пиванский тоннель — заброшенный тоннель. Наряду с Дуссе-Алиньским тоннелем является одним из первых тоннелей БАМа.
Ровесник тоннеля под Амуром. Не имеет официального названия, но иногда используется другое обозначение — «Амурский тоннель».

## История
История тоннеля неразрывно связана с самим БАМом и строительством моста через Амур возле Комсомольска-на-Амуре и паромной переправой.
В 1930-х годах по государственному плану освоении природных богатств в районах Дальнего Востока были предпринято строительство ряда новых промышленных центров и железнодорожных магистралей. В 1936 году было закончено сооружение первой железнодорожной магистрали Волочаевка-2 — Комсомольск-на-Амуре, а в 1937 году началась прокладка линии Комсомольск — Советская Гавань, в состав которой должен был войти мостовой переход через реку Амур.
Первые изыскания мостового перехода БАМа через реку Амур были проведены во второй половине 1932 года партией института Ленгипротрансмост, наметившей три возможных варианта расположения моста в пределах города: один — выше, другой — ниже, третий — в черте Комсомольска.
В 1936 году в постановлении бюро Далькрайкома ВКП(б) рассматривались вопросы о развитии железнодорожного узла в Комсомольске. Должны быть построены:
1. Железнодорожный городок на 250 тысяч человек (автор проекта Раков),
2. Железнодорожная ветка станция Комсомольск-на-Амуре — пристань р. Амур,
3. Мост через Амур (автор проекта Цыбаев),
4. Тоннель на правом берегу Амура (технический проект — институт Ленгипротрансмост).

В 1939 году в районе Комсомольска-на-Амуре Тумнинской экспедицией под руководством П. К. Татаринцева проводились окончательные изыскания с целью возведения моста через реку Амур. Первые два варианта отпали, так как предусматривали строительство длинной эстакады через левобережную пойму. Третий, хотя и предполагал сооружение длинного моста (2,5 километра) и тоннеля на правом берегу (800 метров), был признан наиболее экономичным и технически простым. В 1940 году была начата проходка тоннеля. Но Великая Отечественная война внесла коррективы в планы: мост так и не начали строить, а в 1942 году прекратили и сооружение тоннеля.

## Строительство

Здание камнедробилки (2012 год)

Изыскания тоннельного перехода через Пиванскую сопку производила комплексная партия инженера А. П. Кузнецова. Главный геолог П. М. Кисель. Автор проекта Н. Я. Вайнштейн. Согласно отчету по Нижне-Амурскому ИТЛ, для строительства тоннеля была образована контора тоннельных работ, открыты курсы для подготовки специалистов по тоннелям на Байкало-Амурской магистрали и создана специальная тоннельная лаборатория.
Все колонны были укомплектованы высококвалифицированными специалистами — заключенными: слесарями, машинистами, электросварщиками. На курсах готовили прорабов тоннельных работ, десятников, маркшейдеров. Занятым на строительстве тоннеля полагалось усиленное питание, обеспечение полным комплектом постельного белья и двойным комплектом обмундирования.
С февраля 1940 года на строительстве мостового перехода работали 250 человек из мостового ОЛП (отдельный лагерный пункт) Нижне-Амурского лагеря.
Строительство состояло из карьера за Пиванской сопкой, который заключенные назвали «Пионерским». Рядом с карьером находилась камнедробилка под которую по рельсам подкатывались вагонетки. Они становились для погрузки под бункер, с измельченными в щебень каменными глыбами. Щебень везли в тоннель и покрывали им «пол», на который потом должны были укладывать рельсовый путь.
26 октября 1940 года была пробита штольня длиной 800 метров.
В конце 1940 года строительство было приостановлено.
В начале 1941, строительство тоннеля, как и железнодорожного моста через Амур, стало сворачиваться, поскольку рельсы нужны были Буреинскому лагерю для строительства железнодорожной линии Известковый — Ургал. На Комсомольско-Ургальскую линию отправили людские и транспортные ресурсы.
В 1942 г. вышел приказ «Об окончании работ по консервации тоннеля».

### Способ проходки
Строительство тоннеля велось с двух сторон. Проходка тоннеля осуществлялась буровзрывным способом. Со стороны восточного портала забой разрабатывался на полное сечение тоннеля. Со стороны западного портала проходка велась двумя уступами.

### Схема тоннеля

Схема тоннеля (2014 год)

В плане тоннель включает в себя прямую.
В профиле тоннель односкатный, с подъёмом от восточного к западному порталу с уклонами от 0,5 до 1,7 %. Очертание обделки — подъемистый свод. Освещение в тоннеле — отсутствует, вентиляция — с естественным побуждением.

### Второй отказ от строительства
1943 год стал переломным в Великой Отечественной войне. В то же время союзник фашистской Германии Япония была готова к вторжению на советский Дальний Восток. Именно тогда Государственный комитет обороны принимает решение: «Построить железную дорогу от Комсомольска-на-Амуре до Советской Гавани». Срок открытия рабочего движения, в первую очередь от Комсомольска до бухты Ванино был установлен 1 августа 1945 года. Было предложено пересмотреть ранее разработанный проект строительства, рассчитанный на 4-е года, в сторону упрощения со сроком строительства — два года.
1. на переходе реки Амур вместо 2,5-километрового моста построить паромную переправу с двумя паромами.
2. при пересечении Сихотэ-Алиньского хребта взамен двух тоннелей построить дорогу в обход горного массива с использованием тройной паровозной тяги (проложить более 500 км железнодорожных путей).

Строительство дороги было возложено на Народный комиссариат внутренних дел в лице тогдашнего начальника Желдорпроекта ГУЛЖДС НКВД Ф. А. Гвоздёвского. Проект обозначить — «Строительство № 500». До всех руководителей экспедиций, комплексных партий и строительных трестов был доведён приказ начальника строительства, генерал-майора Гвоздевского: «Мостов и тоннелей не строить!»

### Третий отказ от строительства
В 1965 году встал вопрос о возобновлении строительства мостового перехода через Амур. Требовалось рассмотреть новые варианты с учетом увеличения высоты подмостового габарита, возросшей подвесной нагрузки и, главное, — проектирования опор под совмещенное автомобильное и железнодорожное движение. Прежде всего решили определить пригодность варианта 1939 года, утверждённого по материалам изысканий 1932 года.
- Увеличить высоту не представилось возможным в связи с низким расположением станции Пивань. Если же строить новую станцию на правом берегу на повышенных отметках, понадобится увеличить и высоту подходной насыпи на территории города. Кроме того, тогда пришлось бы отказаться от использования уже начатого строительством Пиванского тоннеля.

Причины отказа от строительства разводного пролёта:
1. громоздко.
2. будет создано определенное препятствие судоходству на Амуре.
3. трудно определить месторасположение этого пролёта: гидрологические условия реки неблагоприятны, русло Амура в створе мостового перехода имеет избыточное живое сечение, вследствие чего происходит постоянное переформирование его со значительным смещением фарватера поперек реки и изменением их глубины. К тому же остров, расположенный выше предполагаемого моста, двигался вниз и рос вверх, что могло неблагоприятно повлиять на перераспределение расхода воды по сечению реки и явиться причиной опасных размывов. Помимо всего этого суженная часть реки ниже моста и ряд мелких островов предопределяли образование в этом районе крупных заторов льда и размывов, влияющих на устойчивость опор.
4. условия въезда на мост заставляли проектировщиков расположить автомобильную часть перехода на верховой стороне опор. В этот случае, в первый период эксплуатации моста, когда на него действовала бы только железнодорожная нагрузка, нижняя часть опор при отсутствии автодорожных пролетных строений оказывалась бы в весьма неблагоприятных условиях. Для обеспечения достаточной пригрузки требовалось увеличить размеры фундаментов опор. Плюс к этому для выхода автодороги с моста нужно было построить новый тоннель большого сечения и значительной протяженности.

Все эти условия предопределили судьбу Пиванского тоннеля. После долгих изысканий мостовой переход через Амур было решено строить в другом месте.

## Современное состояние
Пиванский тоннель полностью заброшен. Строительная и проектная документация сооружения не сохранилась. Акт о приемке тоннеля отсутствует. Тоннель обладает следующими характеристиками:
- негабаритность (вызвана переборами и недоборами грунта при проведении буро-взрывных работ);
- дефекты проезжей части в сочетании со значительным её увлажнением (из-за протечек сквозь технологические швы в отделке из монолитного железобетона и торкрета — за обделкой тоннеля нет гидроизоляции, а также за счет неорганизованного водостока);
- полное отсутствие освещения тоннеля;
- отсутствие защиты от камнепада на подходах к Западному и Восточному порталу;
- в тоннеле отсутствуют деформационные и сейсмические швы;

В 2000-х годах местные предприниматели хотели устроить в штольне тоннеля цеха по выращиванию грибов.
Тоннель является центром паломничества диггеров.
Восточный портал расположен на территории садоводства «Пивань». Дорога, на территории садоводства «Пивань» ведущая к тоннелю, называется Тоннельная. Восточный портал тоннеля (дно выемки и склоны), благодаря заключенным договорам аренды садоводства «Пивань» и администрации села Пивань, стал превращаться в бесхозную свалку. Поэтому в декабре 2011 года при Комсомольском-на-Амуре отделении Российского общества «Мемориал» была образована инициативная группа «Тоннель», которая поставила своей задачей воссоздание исторического комплекса на правом берегу Амура в районе Пивани. В 2012 году совместными усилиями энтузиастов было начато постепенная очистка выемки тоннеля, мусор на склонах был засыпан песком администраций района. Территория вокруг Восточного портала была обнесена колючей проволокой.
В начале 2012 года, на сопке, прямо над входом в тоннель со стороны Амура установлен памятный знак жертвам политических репрессий (автор и исполнитель — комсомольчанин Виктор Загрянин).